# Суперкубок Ізраїлю з футболу 1962
Суперкубок Ізраїлю з футболу 1962 — 2-й неофіційний розіграш турніру. Матч відбувся 22 січня 1963 року між чемпіоном Ізраїлю клубом Хапоель (Петах-Тіква) та володарем кубка Ізраїлю клубом Маккабі (Хайфа).
| Володар Суперкубка Ізраїлю 1962    |
| ---------------------------------- |
|                                    |
| Хапоель (Петах-Тіква) Перший титул |
|                                    |
| Маккабі (Хайфа) Перший титул       |

## Матч

### Деталі
| 22 січня 1963 |

| Хапоель (Петах-Тіква)           | 2:2 | Маккабі (Хайфа)        |
| ------------------------------- | --- | ---------------------- |
| Петербург 33' (пен.) Рацабі 41' |     | Менхель 52' Алмані 63' |

| Блумфілд, Тель-Авів Глядачів: 1 000 Арбітр: Отто Фрід |